# Жабры (деревня)
Жабры́ (бел. Жабры) — деревня в Берестовицком районе Гродненской области Белоруссии.
Входит в состав Берестовицкого сельсовета.
Расположена в центральной части района. Расстояние до районного центра Большая Берестовица по автодороге — 6 км и до железнодорожной станции Берестовица — 14 км (линия Мосты — Берестовица). Ближайшие населённые пункты — Карповцы, Ойцово, Синьки. Площадь занимаемой территории составляет 0,1027 км², протяжённость границ 2040 м.

## История
Жабры впервые упоминаются в XIX веке. Отмечены как Жебры на карте Шуберта (середина XIX века). В 1890 году в составе Велико-Берестовицкой волости Гродненского уезда Гродненской губернии числились как деревня и 4 имения. Деревня имела 133 десятины земли, имения — 180 десятин, в их числе: 12 десятин лугов и пастбищ, 26 десятин леса и 5 десятин земли неиспользуемой. Имения принадлежали семействам Де-Спиллер, Матушевские, Селавка и Сегодник. По описи 1897 года в деревне значились 19 дворов со 144 жителями и зерновая лавка. В 1905 году в деревне 137 жителей, в имениях — 40. На 1914 год — 143 жителя деревни. С августа 1915 по 1 января 1919 года входили в зону оккупации кайзеровской Германии. Затем, после похода Красной армии, в составе ССРБ. В феврале 1919 года в ходе советско-польской войны заняты польскими войсками, а с 1920 по 1921 год войсками Красной Армии.
После подписания Рижского договора, в 1921 году Западная Белоруссия отошла к Польской Республике и деревня была включена в состав новообразованной сельской гмины Велька-Бжостовица Гродненского повета Белостокского воеводства. В 1924 году насчитывала 4 дыма (двора) и 34 души (16 мужчин и 18 женщин). Все жители — белорусы православного вероисповедания..
В 1939 году, согласно секретному протоколу, заключённому между СССР и Германией, Западная Белоруссия оказалась в сфере интересов советского государства и её территорию заняли войска Красной армии. В 1940 году деревня вошла в состав новообразованного Малоберестовицкого сельсовета Крынковского района Белостокской области БССР. С июня 1941 по июль 1944 года оккупирована немецкими войсками. Деревня потеряла 11 жителей, погибших на фронте и в партизанской борьбе. С 20 сентября 1944 года в Берестовицком районе. В 1959 году насчитывала 72 жителя. С 25 января 1962 года по 30 июля 1966 входила в состав Свислочского района. В 1970 году насчитывала 48 жителей. С 12 ноября 1973 года в Пархимовском сельсовете. На 1998 год насчитывала 10 дворов и 12 жителей. С 1949 по 1971 год в колхозе «Большевик», Затем до 21 июня 2003 года в составе колхоза «имени М. Горького» (бел. iмя М. Горкага). 18 октября 2013 года переведена в состав Берестовицкого сельсовета.

## Население
| 1897 | 1905 | 1914 | 1924 | 1959 | 1970 | 1998 | 1999 | 2009 | 2015 |
| ---- | ---- | ---- | ---- | ---- | ---- | ---- | ---- | ---- | ---- |
| 144  | 177  | 143  | 34   | 72   | 48   | 12   | 10   | 5    | 5    |

## Транспорт
Через деревню проходит автодорога местного значения Н6489 Жабры—Ковалики—Ойцово.